# Peter Van Petegem
Peter Van Petegem est un coureur cycliste belge, né à Opbrakel le 18 janvier 1970. Professionnel de 1992 à 2007, il a notamment remporté deux Tours des Flandres (1999 et 2003) et Paris-Roubaix 2003. 

## Biographie
Peter Van Petegem est un spécialiste des classiques flandriennes et ardennaises. Surnommé de zwarte van Brakel (le noir de Brakel) en raison de son teint hâlé, il s'illustre par diverses places d'honneur en 1996 et se révèle en remportant le Het Volk en 1997. Il confirme ses bonnes dispositions pour les courses de ce type en renouvelant sa performance l'année suivante et en se plaçant à la deuxième place des championnats du monde, puis en remportant le Grand Prix E3, les Trois Jours de La Panne et surtout le Tour des Flandres en 1999. 
Il remporte ses principaux succès en avril 2003. Après s'être imposé sur le Tour des Flandres pour la deuxième fois le 6 avril, il remporte Paris-Roubaix la semaine suivante. Il était le premier à réaliser ce doublé la même année depuis Roger De Vlaeminck en 1977. Cette même année, il termine troisième du championnat du monde sur route derrière Igor Astarloa et Alejandro Valverde.
Son fils Axandre est lui aussi coureur cycliste.

## Palmarès

### Palmarès amateur
- 1988
  - 2e du championnat de Belgique sur route juniors
  - 2e du championnat de Belgique de course aux points juniors
  - 3e du championnat de Belgique de l'omnium juniors
- 1989
  - 2e du championnat de Belgique de l'omnium juniors
- 1990
  - 2e du championnat de Belgique de l'américaine amateurs
  - 2e du Circuit du Hainaut
  - 2e du championnat de Belgique de course aux points amateurs
- 1991
  -  Champion de Belgique sur route amateurs
  - Internationale Wielertrofee Jong Maar Moedig
  - 7eb étape du Tour du Hainaut
  - 2e du championnat de Belgique de l'américaine amateurs
  - 3e de Bruxelles-Opwijk

### Palmarès professionnel
- 1992
  - 3e de Paris-Bourges
- 1994
  - Grand Prix de l'Escaut
  - 2e du Circuit Mandel-Lys-Escaut
  - 3e des Six Jours de Gand (avec Jimmi Madsen)
- 1995
  - Flèche côtière
  - 2e de Veenendaal-Veenendaal
- 1996
  - Trophée Luis Puig
  - 2e étape du Tour du Danemark
  - 2e du Grand Prix E3
  - 2e du Grand Prix de la ville de Zottegem
  - 10e du Tour des Flandres
- 1997
  - Trofeo Alcudia
  - Het Volk
  - Championnat des Flandres
  - Grand Prix Marcel Kint
  - 2e de Paris-Bourges
  - 9e du Tour des Flandres
- 1998
  -  Champion de Belgique de l'omnium
  - Circuit Het Volk
  - Grand Prix Beeckman-De Caluwé
  - 2e de Veenendaal-Veenendaal
  -  Médaillé d'argent au championnat du monde sur route
  - 3e du Trofeo Calvia
  - 3e du Mémorial Rik Van Steenbergen
  - 3e du championnat de Belgique sur route
  - 3e du Tour des Pays-Bas
  - 5e du Tour des Flandres
  - 7e de Milan-San Remo
  - 8e de Gand-Wevelgem
- 1999
  - Grand Prix E3
  - Classement général des Trois Jours de La Panne
  - Tour des Flandres
  - 4e de la Coupe du monde
  - 7e de Milan-San Remo
- 2000
  - Grand Prix d'Isbergues
  - 2e d'À travers les Flandres
  - 2e de Gand-Wevelgem
  - 2e de Paris-Roubaix
  - 2e du Grand Prix Marcel Kint
  - 7e de l'Amstel Gold Race
  - 8e du Tour des Flandres
  - 10e de la Coupe du monde
- 2001
  - Kuurne-Bruxelles-Kuurne
  - 2e étape de Paris-Nice
  - Grand Prix d'Isbergues
  - 3e de Paris-Nice
  - 6e de l'Amstel Gold Race
- 2002
  - Circuit Het Volk
  - Trois Jours de La Panne :
    - Classement général
    - 4e étape

  - 5e étape du Tour de la Région wallonne
  - Gullegem Koerse
  - 3e du Tour des Flandres
  - 6e de l'Amstel Gold Race
  - 7e de Liège-Bastogne-Liège
  - 8e de la Coupe du monde
- 2003
  - Tour des Flandres
  - Paris-Roubaix
  - 3e des Trois Jours de La Panne
  - 3e du Grand Prix Eddy Merckx (avec Leif Hoste)
  -  Médaillé de bronze au championnat du monde sur route
  - 3e de la Coupe du monde
  - 10e de Paris-Tours
- 2004
  - 5e de l'Amstel Gold Race
  - 6e de Paris-Roubaix
  - 7e de la Coupe du monde
  - 10e de Milan-San Remo
- 2005
  - 3e du Grand Prix E3
  - 3e du Tour des Flandres
- 2006
  - 4e du Tour des Flandres

## Résultats sur les grands tours

### Tour de France
3 participations
- 1996 : 116e
- 1997 : 102e
- 1998 : abandon (15e étape)

### Tour d'Italie
1 participation
- 1995 : abandon (15e étape)

### Tour d'Espagne
3 participations
- 1995 : 104e
- 1998 : abandon (20e étape)
- 1999 : abandon (8e étape)

## Distinction
- Vélo de cristal : 2003